# Den grekiske tolken
Den grekiske tolken är en detektivnovell om mästerdetektiven Sherlock Holmes av den brittiske författaren Arthur Conan Doyle. Den publicerades första gången 1893 i den brittiska tidskriften Strand Magazine. Novellen finns med i novellsamlingen The Memoirs of Sherlock Holmes.
Den är av särskilt intresse eftersom den låter oss för första gången få möta Sherlock Holmes äldre bror, Mycroft. Doyle själv inkluderade den bland sina 19 favoritnoveller om Holmes, på plats nummer 17.

## Handling
Under en sommarkväll börjar Holmes och Doktor Watson att diskutera frågan om ärftliga egenskaper. Diskussionen tar - en för Watson - oväntad vändning, när Holmes nämner sin bror Mycroft. Denne har större deduktiva förmågor än Sherlock, men mindre energi än sin yngre bror. Watson får även veta att Mycroft arbetar åt den brittiska staten i en obestämd ställning, och han tillbringar större delen av sin fritid vid Diogenesklubben.
Sherlock berättar för Watson att Mycroft har ett särskilt spörsmål av betydelse, som denne vill ta upp med honom. Watson och Holmes åker till klubben där de möter Mycroft. Mycroft presenterar för dem en grekisk gentleman, mr Melas. Denne arbetar som tolk gällande det grekiska språket. Melas berättar för dem att han träffade två brittiska herrar, en yngre vid namn Harold Latimer, och en äldre vid namn Wilson Kemp. De anlitade honom i syfte, för att Melas skulle prata med en för denne obekant grek.
Denne var fängslad och illa behandlad av Latimer och Kemp. Eftersom Latimer och Kemp inte kunde det grekiska språket, behövde de Melas för att prata med den fångne greken på grekiska. Till slut lyckades Melas, genom att lura sina arbetsgivare, få greken att berätta allting. Grekens riktiga namn var Paul Kratides, bosatt i Aten, och han hade varit i London tre veckor. Han hade inte fått någonting att äta, och visste inte var han var någonstans. Melas hade till slut fått veta att Latimer och Kemp försökte få Kratides att skriva över viss egendom till Latimer, samt även att en kvinna var inblandad. 
Melas hade fått reda på allt till slut, om det inte hade varit så att en kvinna hade kommit in i rummet. Denna oväntade vändning gav ändock nya upplysningar, eftersom Kratides kallade henne för Sophia. De var väldigt nära bekanta. De betedde sig även som om ingen av de två hade väntat sig att se varandra där. Till slut avbröts sammankomsten, och Melas släpptes av vid en för honom obekant plats. Han lyckades emellertid ta sig hem, och kom i kontakt med Mycroft. Denne i sin tur underrättade sin bror Sherlock. 
Mycroft har satt in en annons i tidningarna om ärendet, för att få mer vetskap. En mr Davenport ger sig till känna, och kan ge mer upplysningar om den unga damen i fråga. Sherlock, Watson och Mycroft inviger kommissarie Gregson i fallet. De fyra färdas till Melas, men får veta att han blivit upphämtad av en nervös och skrattande man. Holmes säger att detta betyder problem, eftersom skurkarna vet om att Melas bett om hjälp. De reser till skurkarnas hus, bara för att hitta skurkarna och Sophie avresta. De hittar även Melas och Paul Kratides förgiftade av kolos. Kratides är död, men Melas kan räddas till livet. Latimer och Kemp har lyckats lämna landet tillsammans med Sophie.
I själva sakfrågan lämnar Mr Davenport upplysningen att Sophie träffade Latimer i Storbritannien. Sophies vänner, som ansåg 
Latimer opålitlig, kontaktade Paul Kratides i Grekland. Kratides avreste till London, och hamnade närmast omedelbart i Latimers våld. Han försökte tvinga Kratides att skriva över Sophies egendom till Latimer, men utan framgång. 
I en epilog berättas det om fallets slutöde. Nyheter från Ungern berättar att Latimer och Kemp blivit knivhuggna till döds. En officiell utredning kommer med slutsatsen att de två männen har dödat varandra. Watson lägger dock fram Holmes egen åsikt, som är att Sophie själv på något sätt har utkrävt hämnd för sin brors död.

## TV-dramatisering
Själva novellen blev dramatiserad i TV-serien om Holmes från 1984 till 1994. TV-dramatiseringen höll sig rätt så troget till originalförlagan, med den skillnaden att Holmes, Watson och Mycroft hinner upp de tre på tåget till kontinenten. Latimer försöker undkomma men blir dödad, och Kemp och Sophie arresterade av polisen.